# Francisco de Asís Gil
Francisco de Asís Gil (Cádiz, 1829-Madrid, 1861) fue un musicólogo español.

## Biografía
Nació en la ciudad de Cádiz en 1829. Profesor de armonía del Real Conservatorio de Música de Madrid, fue autor de obras como Tabla sinóptica de los instrumentos más usuales y de las voces, Tratado elemental de armonía, Tratado elemental teórico-práctico de armonía y La armonía puesta al alcance de todas las inteligencias. Tradujo al español desde el francés un Tratado completo de la teoría y práctica de la armonía de François-Joseph Fétis. Falleció en la madrileña calle de San Agustín el 16 de marzo de 1861 a causa de una apoplejía fulminante.